# Zebibyte
Zebibyte (ZiB) är en informationsenhet som motsvarar 1 180 591 620 717 411 303 424 (270 = 10247) byte. Namnet kommer av det binära prefixet zebi (Zi) och byte (B). Enheten ingår inte i SI, men däremot i IEC.
Prefixet zebi var ursprungligen inte en del av systemet för binära prefix, men lades till – tillsammans med prefixet yobi – av IEC i augusti 2005.
Zebibyte är relaterat med enheten zettabyte, som antingen definieras som en zebibyte eller en triljard byte. Zebibyte kan användas istället för zettabyte när man vill specificera 270 byte, för att undvika tvetydighet bland de olika värdena av zettabyte.